# Alexander Tollmann
Alexander Tollmann (n. 27 iunie 1928, Viena, Republica Austriacă – d. 8 august 2007, Viena, Austria) a fost un geolog austriac, membru de onoare al Academiei Române (din 1992).